# Swordly
Swordly (Schots-Gaelisch: Suardailigh) is een dorp ongeveer 3 kilometer ten oosten van Bettyhill in de Schotse lieutenancy Caithness in het raadsgebied Highland.